# Латвала, Роопе
Ро́опе Ла́твала (фин. Roope Latvala; родился 25 июня 1970 года) — финский гитарист, является одним из основателей финской хеви-метал группы Stone. Бывший участник групп Children of Bodom и Sinergy. Его стиль игры повлиял на множество финских гитаристов, в частности на его будущего коллегу по Children of Bodom Алекси Лайхо.

## Биография
Роопе родился 25 июня 1970 года в Хельсинки, Финляндия. В возрасте 15 лет он совместно с Янне Ёутсенниеми основал группу Stone. Первоначально группа играла хеви-метал, но вскоре переключилась на более быструю и агрессивную музыку, что и стало причиной повышения популярности группы. В 1991 году группа распалась.
После распада Stone, Роопе Латвала вместе со своим братом выпустили инструментальный альбом под названием Latval bros. Около года Латвала играл в группе Dementia, а в 1995 присоединился к Waltari, после того как гитарист Сами Или-Сирнио покинул группу и перешёл в Kreator сначала на сессионной, а в 2001 году на постоянной основе. Роопе играл с Waltari в течение шести лет, после чего решил покинуть группу.
В 1998 году Латвала присоединился к группе Sinergy, когда вокалистка Кимберли Госс переехала в Финляндию и ей необходимо было реорганизовать группу; Латвала встал на место бывшего участника Sinergy Еспера (иногда Джеспера) Стрёмблада (из In Flames).
Когда Александр Куоппала покинул Children of Bodom в 2003 году (прямо в середине мирового турне), группа была вынуждена искать нового гитариста до того как начнётся следующее выступление. Новый гитарист должен был выучить около 20 песен. Алекси Лайхо пригласил Кая Нергаарда (из группы Griffin), но тот отказался. Немного позже, Роопе связался с Алекси и спросил, не нужна ли ему помощь в турне. Таким образом, Роопе присоединился к группе в качестве сессионного гитариста, заменив Александра.
Роопе успешно сыграл на концерте в Москве 16 августа. Несмотря на то, что изначально он был объявлен как сессионный участник, Роопе продолжил работать с Children of Bodom и записал вместе с ними EP Trashed, Lost & Strungout. Через некоторое время был записан альбом Are You Dead Yet?. Он сыграл два соло в альбоме Are You Dead Yet?, несмотря на то, что раньше соло играл в основном Алекси. Так же он исполнял соло на альбомах Blooddrunk, Relentless Reckless Forever, Halo of Blood
После того, как Роопе Латвала присоединился к Children of Bodom, он заключил соглашение с компанией ESP Guitars, которая поставляла оборудование для Алекси и Хенкка Сеппяля. До этого Роопе пользовался гитарами производства «Jackson Guitars» (также его можно было заметить в своей знаменитой футболке с надписью «Jackson: Get The Best, Fuck The Rest»), и для него вовсе не является необычным пользоваться своими старыми гитарами на концертах.
Ходили слухи, что Латвала поменяется местами с Джеспером Стрёмбладом из In Flames, однако он опроверг их, сказав, что ничего такого не слышал, а также добавил:

«Я говорил, что мне нравятся Dark Tranquillity и In Flames. Но кто-то меня неправильно понял и написал глупость в журнале.»
Оригинальный текст (англ.)"I said that I like Dark Tranquillity and In Flames. But somebody misunderstood me and wrote silly things in a metal magazine."

За всю свою карьеру у Роопе было множество сторонних проектов, также он присутствовал в качестве гостя во многих группах, некоторые из них: Warmen, Nomicon, Pornonorsu, Jailbreakers, Gloomy Grim и Soulgrind.
29 мая 2015 года на официальной странице Children of Bodom в Facebook было объявлено об уходе Роопе из группы.

## Инструменты
- Гитары ESP Random Star (две чёрных и две белые), Jackson RR (чёрная с жёлтой каймой, чёрная, белая)
- Гитарный процессор Alesis QuadraVerb
- Предусилитель Lee Jackson GP 1000
- Усилитель VHT Power-Amp
- Marshall JCM 900 Cabinets

## Дискография
- Stone: «Stone» (1988)
- Stone: «No Anaesthesia!» (1989)
- Stone: «Colours» (1990)
- Stone: «Free» (1992)
- Latvala Bros: «Latvala Bros Plays Wooden Eye» (1994)
- Dementia: «Dementia» (1994)
- Waltari: «Big Bang» (1995)
- Waltari: «Yeah! Yeah! Die! Die!» (1996)
- Waltari: «Space Avenue» (1997)
- Waltari: «Radium Round» (1999)
- Waltari: «Channel Nordica» (2000)
- Sinergy: «To Hell And Back» (2000)
- Sinergy: «Suicide by My Side» (2002)
- Children of Bodom: «Are You Dead Yet?» (2005)
- Children of Bodom: «Blooddrunk» (2008)
- Children of Bodom: «Relentless Reckless Forever» (2011)
- Children of Bodom: «Halo of Blood» (2013)